# Casa del Cercáu
El palacio del Cercado está situada en el concejo asturiano de Llanes.
La fundación inicial del edificio data de 1597 si bien fue ampliamente remodelado en siglos posteriores sobre todo en el siglo XVII y XVIII, siglos a los que pertenece la mayoría de la construcción actual.
El edificio es ordenado por el miembro de la noble familia de Posada, Pedro de Junco Posada.
La fachada oeste presenta elementos originales de la fundación como por ejemplo la decoración de bolas, predominante en el siglo XVI, en la ventana.
La fachada principal de tres pisos está compuesta de dos partes claramente diferenciadas, una de aspecto sobrio y cerrada. La otra parte presenta galerías con arcos con balaustrada de madera que torneada que nos da paso a las dependencias interiores y a la capilla anexa.
Todo el conjunto presente un estilo y una formación irregular hecho este ocasionado por las diferentes etapas de construcción y remodelación del edificio a lo largo de los siglos.
El palacio tiene una capilla anexa en el lateral oeste. En esta capilla estuvo enterrado el fundador del edificio, el obispo Pedro de Junco Posada consejero real del Santo Tribunal de la Inquisición hasta su traslado en el siglo XX a la Basílica.
Está protegido bajo la figura de Bien de Interés Cultural.
- Datos: Q5755417
- Multimedia: Palacio del Cercau / Q5755417